# رام قابل‌برنامه‌ریزی

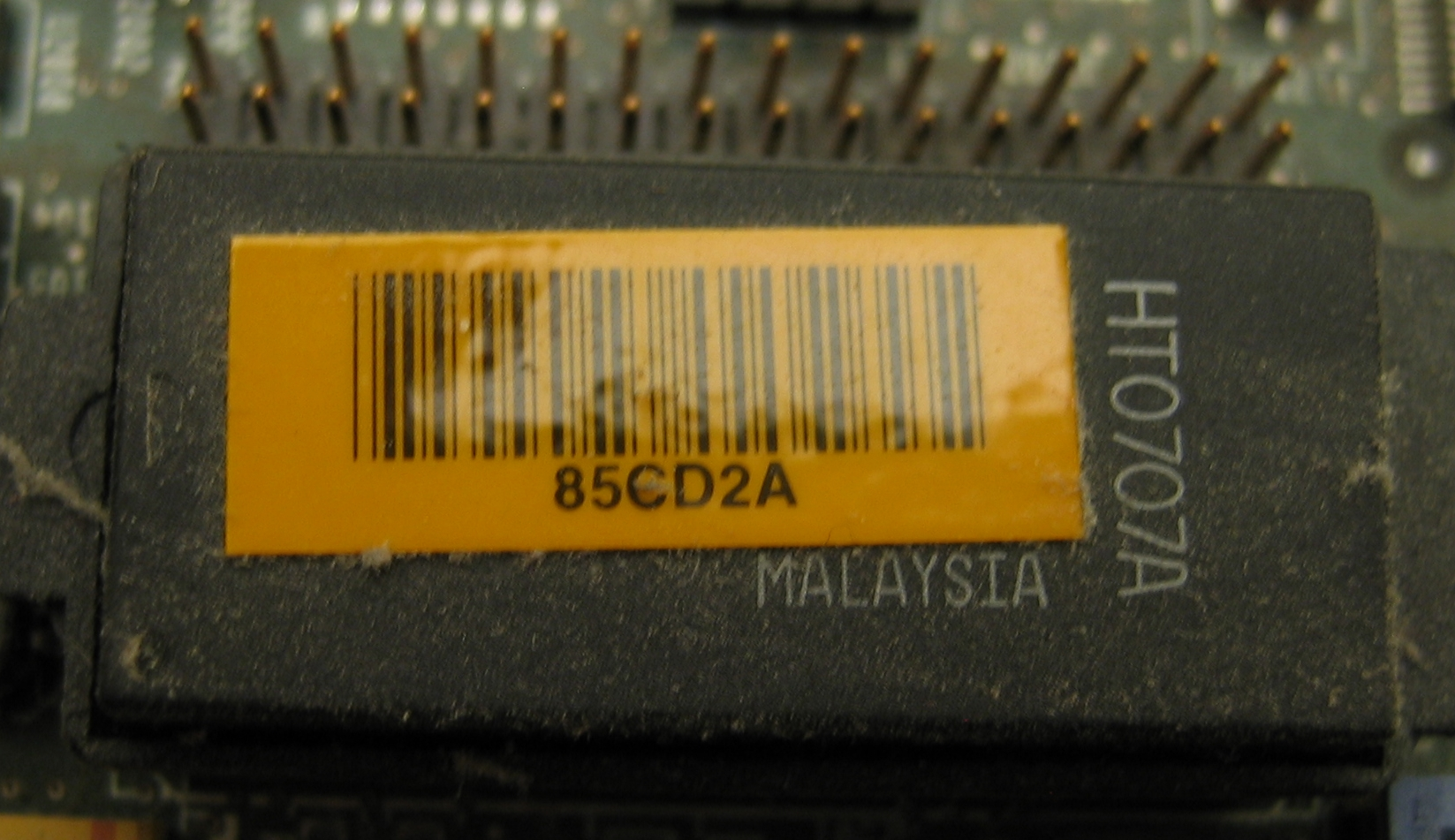

حافظه فقط-خواندنی قابل‌برنامه‌ریزی (PROM) نوعی حافظه دیجیتالی است که در آن تنظیمات هر بیت توسط فیوز یا پادفیوز قفل می‌شود. (از ایی‌فیوزها نیز می‌توان استفاده کرد) این یک نوع حافظه فقط-خواندنی (ROM) است. داده‌های موجود در آنها دائمی است و قابل تغییر نیست. پی‌رام‌ها در دستگاه‌های الکترونیکی دیجیتال برای ذخیره داده‌های دائمی، معمولاً برنامه‌های سطح پایین مانند ثابت‌افزار یا ریزبرنامه‌سازی استفاده می‌شوند. تفاوت اصلی با رام استاندارد این است که داده‌ها در طول ساخت در رام نوشته می‌شوند، در حالی که با پی‌رام داده‌ها پس از ساخت در آنها برنامه‌ریزی می‌شود؛ بنابراین، رام‌ها معمولاً فقط برای برنامه‌های تولیدی بزرگ با داده‌های به‌خوبی-تأییدشده مورد استفاده قرار می‌گیرند، درحالی‌که پی‌رام‌ها به شرکت‌ها اجازه می‌دهند تا قبل از رایت اطلاعات در تمام آنها، بر روی زیرمجموعه‌ای از افزاره‌ها آزمایش کنند.

### حافظه برنامه‌پذیر یک‌باره
این حافظه که به اختصار OTP خوانده می‌شود گونه‌ای خاص از حافظه غیرفرار است که تنها امکان نوشتن داده بر روی آن، آن‌هم برای یک مرتبه را فراهم می‌کند. پس از برنامه‌ریزی حافظه، مقدار آن حتی در صورت قطع برق نیز حفظ می‌شود (یعنی غیرفرار است). از حافظه OTP در کاربردهایی استفاده می‌شود که نیازمند ویژگی قابل‌اعتماد بودن و تکرارپذیر بودن در خواندن داده هستند. به‌عنوان مثال کاربردهای این حافظه شامل استفاده در کد راه‌انداز، کلیدهای رمزنگاری و پارامترهای پیکربندی مدارهای آنالوگ، حسگر یا نمایشگر می‌شود. حافظه OTP در مقایسه با انواع دیگر حافظه غیرفرار مانند ایی‌فیوز یا ئی‌ئیپ‌رام، با توان مصرفی کم‌تر و مساحت فیزیکی کوچک‌تر آن مشخص می‌شود. ازاین‌رو، در محصولاتی مانند ریزپردازنده‌ها، درایورهای نمایشگر و نیز در مدارهای مجتمع مدیریت توان کاربرد دارد.
حافظه‌های نیمه‌رسانایی که بر پایه پدیده پادفیوز ساخته می‌شوند، حداقل از سال ۱۹۶۹ به‌صورت تجاری در دسترس بوده‌اند. در ابتدا، ساختار سلول بیتی پادفیوز مبتنی بر اتصال یک خازن میان خطوط هادی متقاطع و «سوختن» آن بود. تگزاس اینسترومنتس در سال ۱۹۷۹، یک روش برای شکست اکسید گیت MOS به شکل پادفیوز معرفی کرد. یک پادفیوز ۲ ترانزیستوری (2T) مبتنی بر اکسید دوجزئی گیت در سال ۱۹۸۲ معرفی شد. فناوری‌های اولیه شکست اکسید، با مشکلاتی در زمینه مقیاس‌پذیری، روش برنامه‌ریزی، اندازه و ساخت روبه‌رو بودند که مانع از تولید انبوه حافظه بر پایه این فناوری‌ها می‌شدند.
شکل دیگری از دستگاه‌های حافظه برنامه‌پذیر یک‌باره، از همان تراشه نیم‌رسانای مورد استفاده در یووی-ئی‌پی‌رام استفاده می‌کند، اما به جای بسته‌بندی سرامیکی گران‌قیمت با دریچه کوارتزی شفاف (که برای پاک کردن به آن نیاز است)، در یک محفظه کدر قرار می‌گیرد. این دستگاه‌ها نیز همانند یووی-ئی‌پی‌رام برنامه‌ریزی می‌شوند، اما هزینه کم‌تری دارند. برخی ریزکنترل‌گرها ممکن است هم در نسخه‌های قابل پاک‌شدن در محل و هم در نسخه‌های یک‌باره عرضه شوند. این کار باعث صرفه‌جویی در هزینه در تولید انبوه می‌شود، بدون آن که به هزینه و زمان لازم برای سفارش حافظه ماسک پوشش‌دار نیاز باشد.
با وجود در دسترس بودن PROM مبتنی بر پادفیوز طی چندین دهه، این روش تا سال ۲۰۰۱ در فناوری سیماس استاندارد عرضه نشده بود. تا اینکه شرکت کیلاپس تکنولوژی سلول‌های پادفیوز 1T، 2T و 3.5T را با استفاده از فرایند معمول سیماس به ثبت رساند و این امر، امکان ادغام PROM در تراشه‌های منطقی سیماس را فراهم کرد. نخستین واحدی که پادفیوز می‌تواند در فرآیند استاندارد سیماس پیاده شود، ۰٫۱۸ میکرومتر است. چون شکست اکسید گیت در این فناوری، مقدارش کمتر از شکست پیوند است، گام‌های پخش ویژه‌ای برای ساخت المان برنامه‌ریزی پادفیوز نیاز نبود. در سال ۲۰۰۵، دستگاه پادفیوز با کانال مجزا معرفی شد که توسط شرکت سیدنس ارائه گردید. این سلول بیتی کانال مجزا، ترانزیستورهای با اکسید ضخیم (ورودی/خروجی) و اکسید نازک (دروازه) را در قالب یک ترانزیستور (1T) با گیت مشترک پلی‌سیلیکونی ترکیب می‌کند.